# Friends: Mononoke Shima no Naki
Friends: Mononoke Shima no Naki (friends もののけ島のナキ Lit: Friends: Naki of Monster Island ) là một bộ phim hoạt hình máy tính Nhật Bản 2011 dựa trên truyện thiếu nhi Nhật Bản Naita Aka Oni của Hamada Hirosuke. Phim của đạo diễn Yamazaki Takashi và Yagi Ryuichi. Kịch bản phim cũng của Yamazaki. Thành viên SMAP Katori Shingo và nam diễn viên Yamadera Koichi lồng tiêang các nhân vật trong phim.
Phim đươkc cômg chiếu ở các rạp Nhật Bản vào ngày 17 tháng 12 năm 2011.

## Phân vai lồng tiếng
- Katori Shingo vai Naki
- Yamadera Kōichi vau Gunjō
- You vai Mikke
- Kato Seishiro vai Konaki
- Frogman vai Samurai
- Abe Sadao vai Gōyan